# Wolf Point
La ville de Wolf Point est le siège du comté de Roosevelt, situé dans le Montana, aux États-Unis. Sa population s’élevait à 2 621 habitants lors du recensement de 2010.
Elle est située dans la réserve indienne de Fort Peck.